# Bắc 54

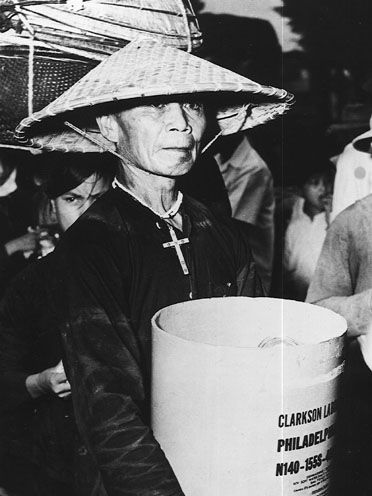
Một người bắc 54 đang di cư vào nam.

Bắc 54, Người Bắc 54, Dân Bắc 54 hoặc Bắc Kỳ 54 là cụm từ nói về những người miền bắc di cư vào miền nam Việt Nam vào năm 1954 (hầu hết là người Công giáo), rời khỏi vùng do chính phủ Việt Nam Dân chủ Cộng hòa quản lý để vào vùng do Pháp - Quốc gia Việt Nam quản lý phía dưới vĩ tuyến 17 sau ngày ký kết hiệp định Genève năm 1954.

## Chiến dịch "con đường đến tự do"
Chiến dịch "con đường đến tự do" là một sáng kiến của hải quân Hoa Kỳ và quân đội Pháp để di chuyển các thường dân Việt Nam muốn di cư đến nửa phía Nam của Việt Nam từ miền Bắc, chủ yếu bằng tàu thuyền hoặc máy bay, theo hiệp định Genève năm 1954. Tạo ra thời kỳ 300 ngày mà mọi người có thể di cư tự do giữa miền Bắc Việt Nam và miền Nam Việt Nam trước khi vĩ tuyến 17 bị phong tỏa vào ngày 18 tháng 5 năm 1955. Người Bắc 54 đã di cư vào miền Nam bằng chiến dịch con đường đến tự do với con số ước lượng từ 800.000 người đến gần 1 triệu người năm 1955. Thêm 109.000 người di cư về phía Nam bằng phương tiện riêng của họ, một số ít di cư sau khoảng thời gian 300 ngày (ví dụ như sau cuộc nổi dậy Quỳnh Lưu, Nghệ An năm 1956,...). Những người tự di cư bằng cách đi bộ xuyên qua Lào, lên tàu đánh cá địa phương sau khi lấy được hoặc đi vào tỉnh Quảng Bình để bơi qua dòng sông Bến Hải ở vĩ tuyến 17. Phần lớn người di cư có nguồn gốc từ đồng bằng sông Hồng, đặc biệt là Hà Nội, Hải Phòng, Ninh Bình, Nam Định, một số từ Bắc Trung Bộ như Thanh Hóa, Nghệ An, Hà Tĩnh, Quảng Bình và các tỉnh miền núi ở Bắc Bộ. 
Theo các tài liệu của Mỹ, trong thời gian này Edward Lansdale, chuyên gia tình báo Mỹ hoạt động tại miền Bắc Việt Nam, có nhiệm vụ làm suy yếu Việt Nam Dân chủ Cộng hòa bằng mọi cách có thể. Lansdale và nhóm của ông đã thực hiện một chiến dịch tuyên truyền miêu tả rằng các điều kiện sắp tới dưới chính quyền Việt Minh sẽ ác nghiệt hết mức có thể. Lansdale và cấp dưới của mình là Lucien Conein tiến hành một chiến dịch chiến tranh tâm lý nhằm khuyến khích cư dân miền Bắc – đặc biệt là dân Công giáo – chuyển đến miền Nam. Truyền đơn được thả từ máy bay, các nhà "chiêm tinh" được yêu cầu soạn lịch dự báo "số phận thảm khốc cho giới lãnh đạo cộng sản và đội ngũ dưới quyền", đồng thời những tin đồn đáng sợ về kế hoạch của Việt Minh được lan truyền. Theo nhiều người, những áp phích và khẩu hiệu mà nhóm của Lansdale đặt ra – “Chúa đã vào miền Nam” và “Đức Mẹ đồng trinh đã rời miền Bắc” – có ảnh hưởng quyết định đến tư duy của những thường dân Công giáo Việt Nam.
Trong nhiều cộng đồng Thiên chúa giáo thời Pháp thuộc, các linh mục giữ vai trò lãnh đạo về dân sự và tinh thần. Tại nhiều vùng nông thôn, tín đồ Thiên chúa giáo rất nghe lời giới tu sĩ. Các linh mục thường sử dụng các buổi lễ để kêu gọi di cư vào Nam. Nhiều linh mục đã sử dụng các lập luận để thuyết phục các tín đồ, cũng có nhiều linh mục tạo ra nỗi sợ hãi về một viễn cảnh không tươi sáng dưới thời Việt Minh lãnh đạo. Một số linh mục dọa tín đồ của mình rằng nếu không đi thì họ sẽ phải hứng chịu bom Mỹ đánh phá miền Bắc. Thậm chí, có người tuyên bố: "Chúa đã vào Nam" để lôi kéo người dân theo mình. Một số người chỉ tuyên bố: "Ngày mai cha và một số người sẽ vào Nam" hoặc "Cha sẽ đi Nam" đối với những tín đồ đang lưỡng lự. Đây là lý do khiến nhiều người được hỏi trả lời là họ tự nguyện vào Nam.
Edward Lansdale đã mô tả chiến dịch tuyên truyền thành công của mình như sau:
Nếu những năm 1949-1953, các linh mục đã biến Giáo dân hiền lành thành những binh lính cuồng nhiệt nhờ khẩu hiệu "Tiêu diệt Cộng sản", thì họ cũng chẳng khó khăn gì trong việc tạo ra cuộc "Xuất hành vĩ đại" vào những năm 1954-1955. Hiển nhiên là người nông dân Việt Nam sống gắn bó với ruộng đất của tổ tiên, với mái nhà, với mảnh vườn, với nhà thờ và làng xóm hơn nông dân ở các nước khác nhiều. Nhưng họ lại dám từ bỏ tất cả mọi sự để bảo vệ đức tin, nhất là khi các cha xứ của họ lại bảo đảm với họ rằng tại Miền Nam có một vị thủ tướng Công giáo (Ngô Đình Diệm) đang chờ đón họ và sẽ cấp cho họ những vùng đất phì nhiêu để làm ăn. Và khối dân chúng một khi đã bước chân ra đi, thì không gì có thể ngăn cản họ lại.

## Vị trí định cư
Nhiều người bắc 54 đã định cư ở các khu vực ven biển như Bà Rịa - Vũng Tàu, Bình Thuận (nơi nhiều người làm nghề đánh bắt cá), Đồng Nai (nơi nhiều người làm nghề trồng trọt và chăn nuôi). Hoặc tại các thành phố như Sài Gòn hoặc Biên Hòa. Biên Hòa sau này sẽ trở thành địa điểm chống cự quy mô nhỏ với chính quyền mới trong những tháng đầu sau khi chế độ Việt Nam Cộng hòa sụp đổ năm 1975, vì sự tập trung cao độ của những người bắc 54 (có cả thiên chúa giáo và không phải thiên chúa giáo) chống cộng sản cũ và con cháu của họ đã di cư vào miền nam Việt Nam năm 1954-1955.
Vị thế của những người miền Bắc di cư tại nơi ở mới được quyết định bởi mối quan hệ của họ với chính quyền Ngô Đình Diệm. Sự xuất hiện quá nhiều của những người Thiên chúa giáo trong lực lượng quân đội và dân sự của chính quyền Diệm luôn là một trong những chủ đề trong các cuộc tranh luận về vai trò của người miền Bắc di cư năm 1954. Sự hiện diện quá mức của những người Thiên chúa giáo này ảnh hưởng sâu sắc lên tiến trình chính trị của Việt Nam Cộng hòa cả trong và sau thời kỳ Ngô Đình Diệm.
Đa số người di cư là người Thiên chúa giáo nên Giáo hội Thiên chúa giáo ở miền Nam cũng phải đối phó với những thách thức gắn liền với việc đồng hóa một đoàn người Công giáo nhập cư có quy mô còn lớn hơn cả bản thân giáo hội miền Nam. Theo thống kê của Hoa Kỳ, vào năm 1954 cả Việt Nam có hơn 1,9 triệu tín đồ Thiên chúa giáo, trong đó hơn 1,4 triệu người ở miền Bắc, và gần 900.000 người đã vào Nam. Giáo hội miền Nam còn gặp khó khăn khi văn hóa của các tín đồ hai miền rất khác nhau. Thái độ lo sợ bị những người phi Thiên chúa giáo đe dọa và biệt lập tôn giáo của những người miền Bắc lớn hơn những người miền Nam do Pháp đã cố tình tạo ra mâu thuẫn tôn giáo ở miền Bắc nhiều hơn ở miền Nam và cũng do Nhà Nguyễn không ủng hộ Thiên chúa giáo. Ngoài những khó khăn thì Giáo hội có một thuận lợi là tất cả tín đồ đều theo một hệ thống giáo điều và nghi lễ.

## Những người Bắc 54 nổi tiếng
Đây là danh sách những người bắc 54 nổi tiếng có quê hương phía bắc vĩ tuyến 17 từ Quảng Bình trở ra:
- Tổng thống Việt Nam Cộng hòa Ngô Đình Diệm (quê Quảng Bình)
- Thiếu tướng quân lực Việt Nam Cộng hòa Phạm Văn Phú (quê Hà Nội)
- Chuẩn tướng quân lực Việt Nam Cộng hòa Lê Nguyên Vỹ (quê Hà Nội)
- Phó đề đốc hải quân Việt Nam Cộng hòa Hoàng Cơ Minh (quê Hà Nội)
- Đại tá quân lực Việt Nam Cộng hòa Nguyễn Đình Bảo (quê Bắc Ninh)
- Ca sĩ Khánh Ly (quê Hà Nội)
- Ca sĩ Thái Thanh (quê Hà Nội)
- Diễn viên Thẩm Thúy Hằng (quê Hải Phòng)
- Diễn viên Kiều Chinh (quê Hà Nội)
- Giáo sư Nguyễn Ngọc Bích (quê Hà Nội)
- Nhạc sĩ Phạm Duy (quê Hà Nội)
- Nhạc sĩ Anh Bằng (quê Thanh Hóa)
- Nhà văn Nguyễn Ngọc Ngạn (quê Sơn Tây, Hà Nội)
- Phu nhân Đặng Tuyết Mai (quê Hà Nội)